# PalaElachem
Il PalaElachem è un impianto sportivo polivalente situato a Vigevano.

## Storia
Il progetto per la costruzione dell'impianto venne annunciato nel 2003, con un costo inizialmente stimato in otto milioni di euro. I lavori ebbero inizio nel 2005 con la posa della prima pietra. La sua costruzione tuttavia subì numerosi ritardi per via di diversi adeguamenti i quali, tra l'altro, fecero incrementare notevolmente i costi.
Nel frattempo, la Nuova Pallacanestro Vigevano, che disputava le proprie partite interne allo storico PalaBasletta, vinse i play-off della Serie A Dilettanti 2008-2009 e conquistò l'accesso alla seconda serie nazionale. Con il nuovo impianto ancora privo di agibilità e quello vecchio che non soddisfava i requisiti di lega, i gialloblù furono costretti a disputare le gare casalinghe della regular season della Legadue 2009-2010 in una sorta di esilio al Palasport Dal Lago di Novara. 
Il via libera della commissione provinciale di vigilanza e un'ordinanza provvisoria di agibilità da parte del sindaco permisero alla squadra di disputare, seppur con una capienza ridotta, la sua prima partita presso il nuovo palasport il 14 maggio 2010. In quella data, i lomellini batterono Reggio Emilia per 82-74 in gara 3 dei quarti di finale dei play-off di quell'anno. Due giorni più tardi si disputò gara 4, persa 80-82.
Nell'estate 2010 la società vigevanese venne esclusa dalla Legadue dopo un solo anno a causa della situazione debitoria del club. Con la scomparsa del basket di alto livello, il palazzetto rimase quasi inutilizzato fino al 2012, con un'attività ridotta a pochi eventi: oltre alle due partite della Nuova Pallacanestro Vigevano del maggio 2010 citate in precedenza, la struttura ospitò un concerto e una festa di liceali. Gradualmente, l'impianto venne destinato principalmente ad attività scolastiche e, dopo aver affrontato parzialmente i problemi di infiltrazioni d'umidità, alcune associazioni sportive locali iniziarono a utilizzarlo per le proprie iniziative. Successivamente, la gestione passò ad una società milanese che però lasciò la gestione nel 2020. Nel corso del tempo, il palazzetto fu utilizzato per discipline come arti marziali, calcio a cinque e ginnastica, oltre ad ospitare concerti, manifestazioni sportive, conferenze e incontri religiosi.
Le vittorie nei play-off della Serie B 2022-2023 consentirono alla Nuova Pallacanestro Vigevano 1955, rifondata alcuni anni prima, di tornare nel secondo campionato nazionale. A partire dal campionato di Serie A2 2023-2024, quindi, il club tornò ad utilizzare il nuovo palasport (nel frattempo ribattezzato PalaElachem per motivi di sponsorizzazione) dopo la brevissima parentesi di oltre tredici anni prima.

## Curiosità
Prima dell'assegnazione alla Nuova Pallacanestro Vigevano 1955, e conseguente cambio del nome in PalaElachem, il palazzetto non ha avuto una denominazione ufficiale. La popolazione locale, vista la forma dell'edificio, e in polemica con l'amministrazione locale per il costo eccessivo, i difetti di progettazione e il mancato utilizzo della struttura, lo ha ribattezzato informalmente "PalaBidet".